# Cissus paniculata
Cissus paniculata är en vinväxtart som först beskrevs av Isaac Bayley Balfour, och fick sitt nu gällande namn av Jules Émile Planchon. Cissus paniculata ingår i släktet Cissus och familjen vinväxter. Inga underarter finns listade i Catalogue of Life.